# التأثير الثقافي لتيك توك
كان لمنصة الفيديو عبر الإنترنت تيك توك تأثير اجتماعي وسياسي وثقافي عالمي منذ إطلاقها عالميًا في سبتمبر 2017. قامت المنصة بتنمية قاعدة مستخدميها بسرعة منذ إطلاقها وتجاوزت 2 مليار عملية تنزيل في أكتوبر 2020. وأصبح الموقع الإلكتروني الأكثر شعبية في العالم متفوقاً على جوجل لعام 2021.